# Liste der Biografien/Steinh
Liste der Biografien |
Portal Biografien |
Personensuche
# |
A |
B |
C |
D |
E |
F |
G |
H |
I |
J |
K |
L |
M |
N |
O |
P |
Q |
R |
S |
T |
U |
V |
W |
X |
Y |
Z |
?
 
Sa |
Sb |
Sc |
Sd |
Se |
Sf |
Sg |
Sh |
Si |
Sj |
Sk |
Sl |
Sm |
Sn |
So |
Sp |
Sq |
Sr |
Ss |
St |
Su |
Sv |
Sw |
Sy |
Sz
 
Sta |
Ste |
Sth |
Sti |
Stj |
Stl |
Sto |
Str |
Sts |
Stt |
Stu |
Stv |
Stw |
Sty
 
Stea |
Steb |
Stec |
Sted |
Stee |
Stef |
Steg |
Steh |
Stei |
Stej |
Stek |
Stel |
Stem |
Sten |
Steo |
Step |
Ster |
Stes |
Stet |
Steu |
Stev |
Stew |
Stey |
Stez
 
Steib |
Steic |
Steid |
Steie |
Steif |
Steig |
Steij |
Steik |
Steil |
Steim |
Stein |
Steio |
Steir |
Steis |
Steit |
Steiw |
Steix
 
Steina |
Steinb |
Steinc |
Steind |
Steine |
Steinf |
Steing |
Steinh |
Steini |
Steink |
Steinl |
Steinm |
Steinn |
Steino |
Steinp |
Steinr |
Steins |
Steint |
Steinu |
Steinv |
Steinw
Die Liste der Biografien führt alle Personen auf, die in der deutschsprachigen Wikipedia einen Artikel haben. Dieses ist eine Teilliste mit 222 Einträgen von Personen, deren Namen mit den Buchstaben „Steinh“ beginnt.

## Steinh

### Steinha
- Steinhaeuser, Eckhard (1939–2019), deutscher evangelischer Pfarrer und Diakoniedirektor
- Steinhage, Alfred (1889–1955), deutscher Kommunist und Widerständler gegen den Nationalsozialismus
- Steinhagen, Hans (1939–2013), deutscher Ingenieur und Buchautor
- Steinhagen, Harald (* 1939), deutscher Literaturwissenschaftler
- Steinhagen, Heinrich (1880–1948), deutscher Grafiker, Bildhauer und Maler des Expressionismus
- Steinhagen-Thiessen, Elisabeth (* 1946), deutsche Medizinerin
- Steinhammer, Christian (* 1988), österreichischer Langstreckenläufer
- Steinhard, Erich (* 1886), tschechischer Musikkritiker
- Steinhardt, Anna (* 1988), deutsche Schauspielerin und SängerinAnna Steinhardt (* 1988)

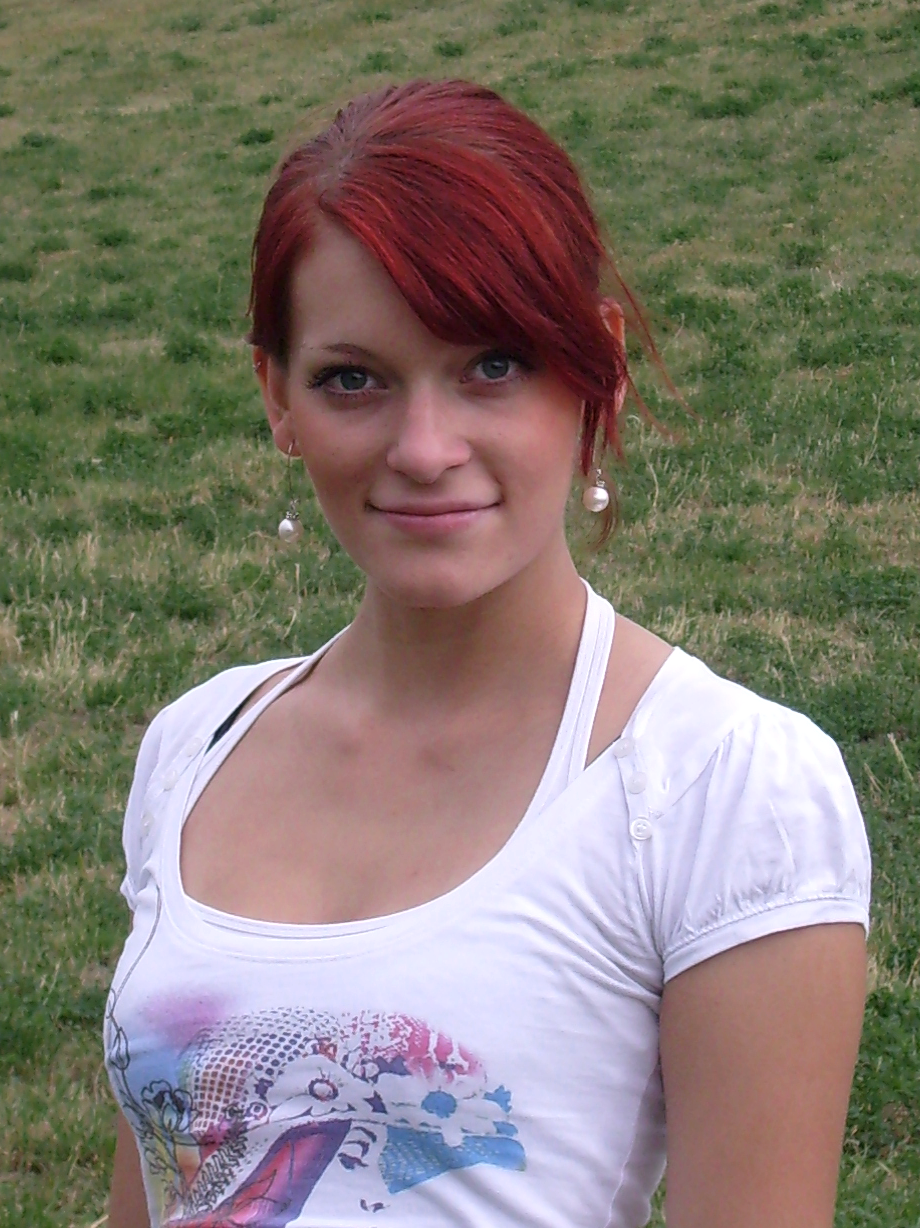
Anna Steinhardt (* 1988)

- Steinhardt, Arnold (* 1937), US-amerikanischer Geiger und Musikpädagoge
- Steinhardt, Bernd (* 1960), deutscher Schriftsteller
- Steinhardt, Claudius (* 1981), deutscher Wirtschaftswissenschaftler
- Steinhardt, Gustav von (1859–1915), württembergischer Generalleutnant
- Steinhardt, Jakob (1887–1968), deutsch-israelischer expressionistischer Maler und Grafiker
- Steinhardt, Johannes (1905–1981), deutscher Leichtathlet
- Steinhardt, Jonathan (* 1992), deutscher Filmproduzent
- Steinhardt, Julius (1880–1955), deutscher Offizier und Schriftsteller der Kolonialliteratur
- Steinhardt, Karl (1875–1963), österreichischer Politiker (KPÖ), Landtagsabgeordneter, Vizebürgermeister und Landeshauptmann-Stellvertreter
- Steinhardt, Karl Friedrich (1844–1894), deutscher Maler
- Steinhardt, Laurence (1892–1950), US-amerikanischer Diplomat
- Steinhardt, Otto (1909–2000), deutscher Bauingenieur und Professor für Stahlbau an der Universität Karlsruhe
- Steinhardt, Paul (* 1952), US-amerikanischer PhysikerPaul Steinhardt (* 1952)

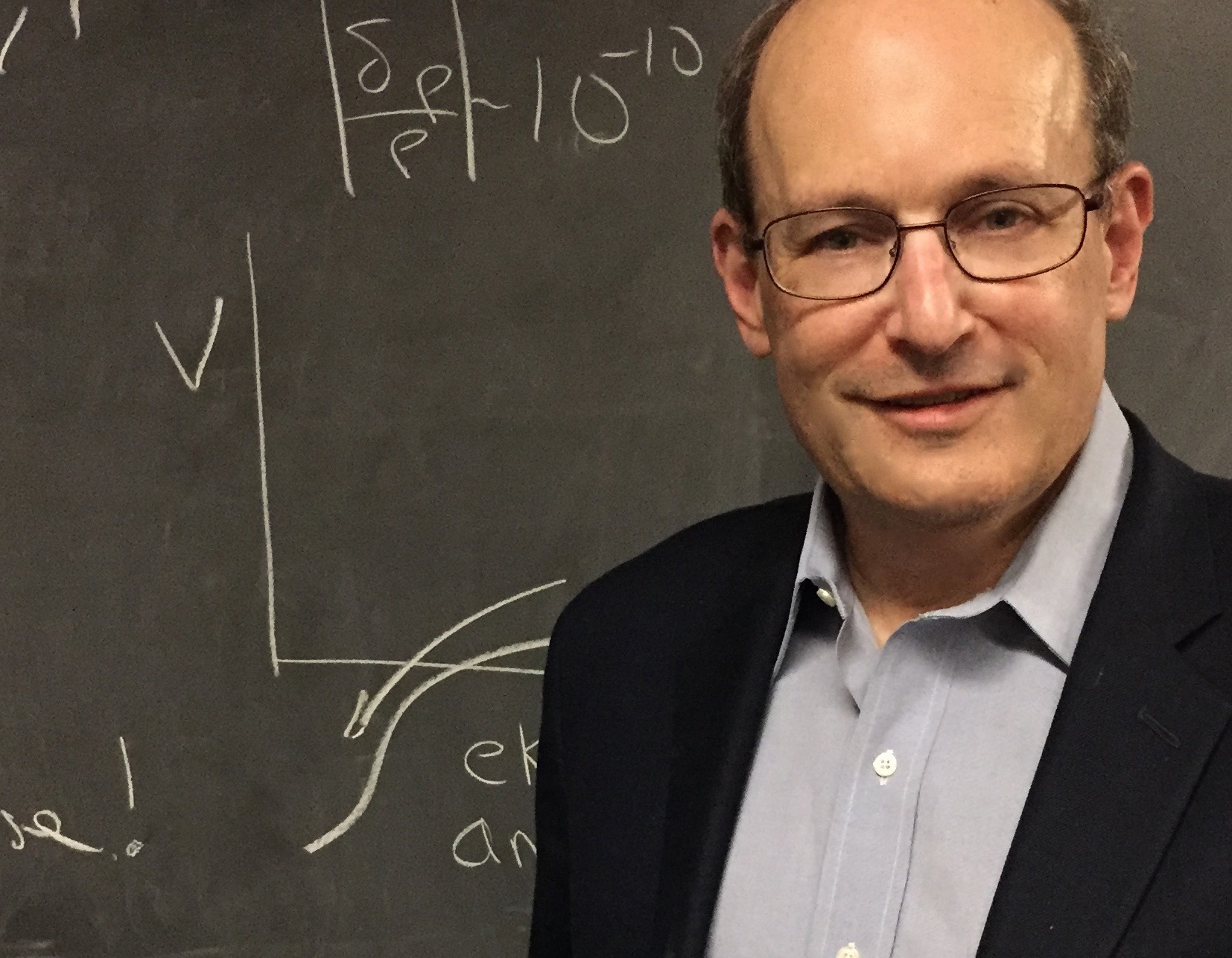
Paul Steinhardt (* 1952)

- Steinhardt, Rolf (1928–2019), deutscher Ingenieur und Hochschullehrer
- Steinhardt, Sebastian (* 1982), deutscher Musiker, Komponist, Produzent und Autor
- Steinhardt, Therese (1896–1948), US-amerikanische Malerin
- Steinhardt, Uta (* 1964), deutsche Landschaftsökologin, Professorin für Landschaftsnutzung
- Steinhart, Alfred (1923–2015), deutscher Elektroingenieur sowie Wirtschafts- und Sozialwissenschaftler
- Steinhart, Anton (1889–1964), österreichischer Maler
- Steinhart, Franz von (1865–1949), österreichischer Offizier, zuletzt Feldmarschallleutnant der Österreichisch-Ungarischen Armee
- Steinhart, Hans (* 1940), deutscher Agrarwissenschaftler, Biochemiker
- Steinhart, Heinrich Christoph (1762–1810), deutscher Pastor und Autor
- Steinhart, Johannes (* 1955), österreichischer Urologe und Krankenhausmanager
- Steinhart, Juri (* 1980), Schweizer Drehbuchautor und Regisseur von Spielfilmen sowie Konzepter/Regisseur von Werbespots
- Steinhart, Karl (1801–1872), deutscher klassischer Philologe
- Steinhart, Karl (1926–1988), deutscher Politiker (SPD), MdL
- Steinhart, Marcus (* 1976), deutscher Politiker (CDU)
- Steinhart, Matthias (* 1966), deutscher Klassischer Archäologe
- Steinhart, Phillipp (* 1992), deutscher Fußballspieler
- Steinhart, Rosa (1885–1943), jüdische Kauffrau
- Steinhart, Thomas (* 1973), österreichischer Politiker (SPÖ)
- Steinhauer, Anja (* 1965), deutsche Sprachwissenschaftlerin und Germanistin
- Steinhauer, Annette (* 1970), deutsche Illustratorin
- Steinhauer, Dennis (* 1991), deutscher Eishockeyspieler
- Steinhauer, Edwin (1916–1996), deutscher Landwirt und Politiker (CDU), MdL
- Steinhauer, Eric W. (* 1971), deutscher Bibliothekar und Rechtswissenschaftler
- Steinhauer, Ernst (1925–2005), deutscher Kanusportler
- Steinhauer, Erwin (* 1951), österreichischer Schauspieler und KabarettistErwin Steinhauer (* 1951)

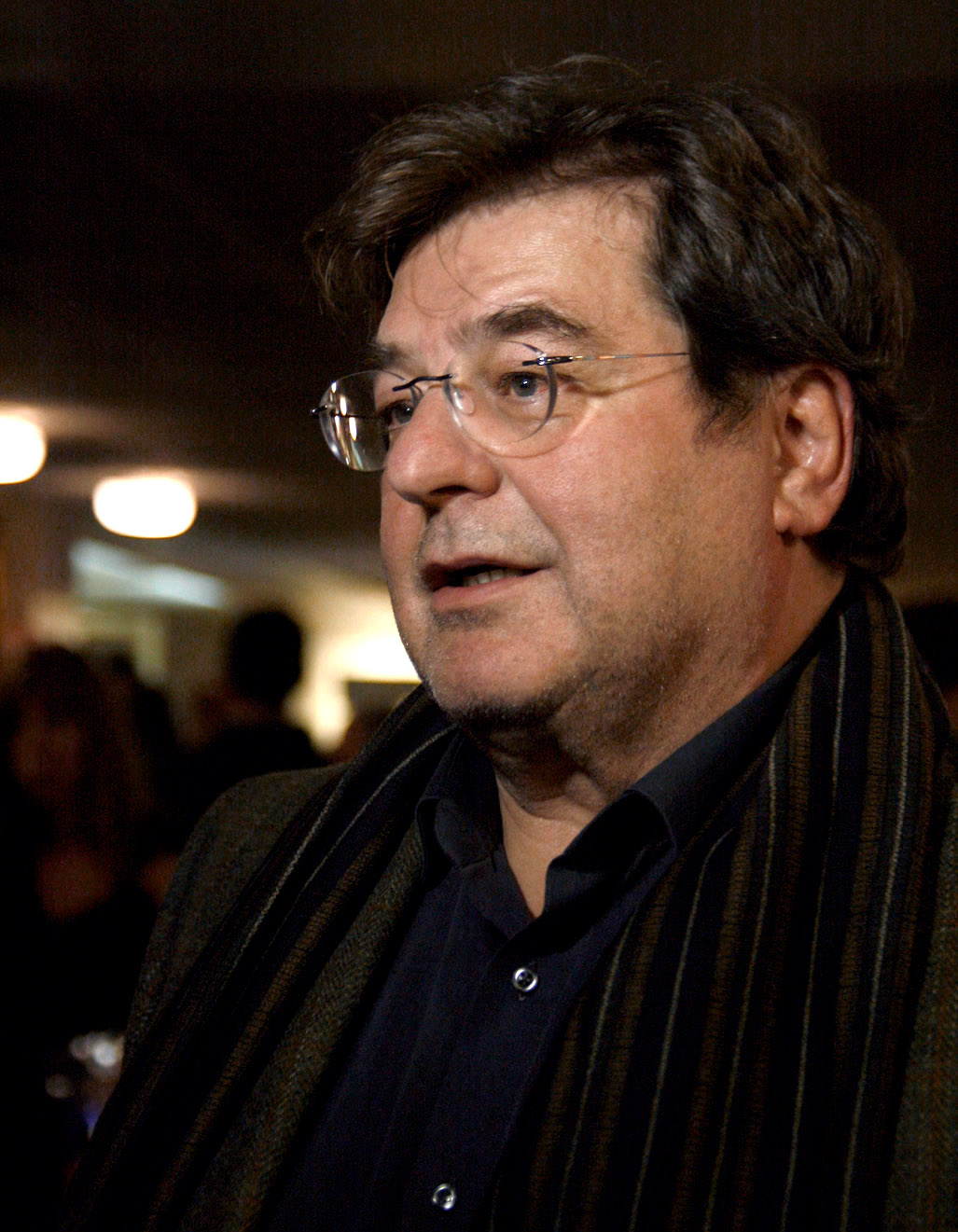
Erwin Steinhauer (* 1951)

- Steinhauer, Franziska (* 1962), deutsche ScPathologiehriftstellerin
- Steinhauer, Friedrich (1933–2019), deutscher Schauspieler und Sänger
- Steinhauer, Gisela (* 1960), deutsche Moderatorin und freie JournalistinGisela Steinhauer (* 1960)

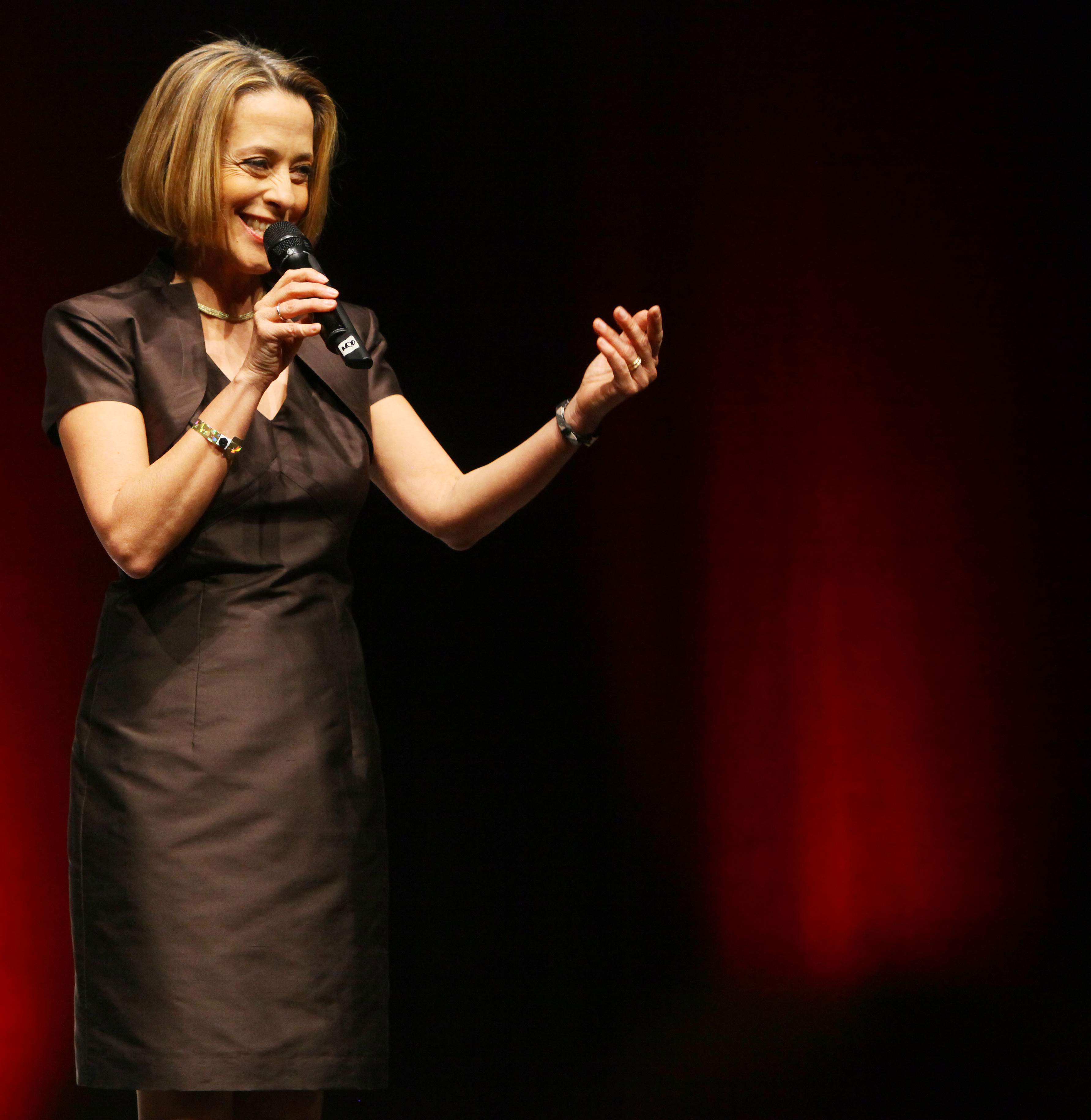
Gisela Steinhauer (* 1960)

- Steinhauer, Gustav (* 1870), deutscher Marineoffizier
- Steinhauer, Harald (* 1951), deutscher Musikproduzent und Komponist
- Steinhauer, Hermann, deutscher Fußballspieler
- Steinhauer, Karl (1902–1981), deutscher Politiker (CDU), MdL, MdB
- Steinhauer, Lothar (* 1955), deutscher Fußballspieler
- Steinhauer, Lukas (* 1992), deutscher Eishockeytorwart
- Steinhauer, Nina (* 1996), deutsche Telemarkerin
- Steinhauer, Olen (* 1970), US-amerikanischer Schriftsteller
- Steinhauer, Ralph (1905–1987), kanadischer Politiker
- Steinhauer, Tatjana (* 1991), deutsche Wasserballspielerin
- Steinhauer, Ulrich (1956–1980), deutscher Grenzsoldat der DDR, Maueropfer
- Steinhauer, Waltraud (1925–2002), deutsche Gewerkschafterin und Politikerin (SPD), MdB
- Steinhauer, Wilhelm (1842–1906), deutscher Landwirt und Politiker (FVg), MdR
- Steinhauer, Willy (1898–1970), deutscher Politiker (SPD), MdL
- Steinhauf, Bernhard (1959–2014), deutscher Historiker, katholischer Kirchenhistoriker
- Steinhauff, Marika (* 1989), deutsche Volleyball- und Beachvolleyballspielerin
- Steinhaupt, Georg († 1465), Beamter im Deutschordensstaat
- Steinhaus, Andreas (* 1968), deutscher Brigadegeneral der Bundeswehr
- Steinhaus, Arthur H. (1897–1970), amerikanischer Sportphysiologe
- Steinhaus, Bibiana (* 1979), deutsche FußballschiedsrichterinBibiana Steinhaus (* 1979)

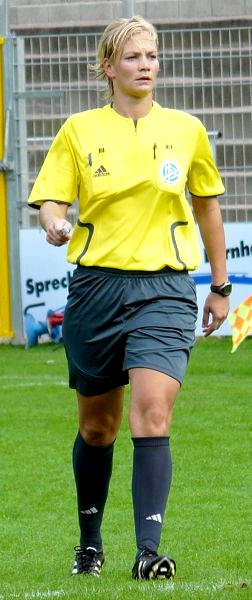
Bibiana Steinhaus (* 1979)

- Steinhaus, Carl Ferdinand (1826–1899), deutscher Schiffbauingenieur
- Steinhaus, Ernst Hermann (1878–1928), Bürgermeister und Abgeordneter
- Steinhaus, Franziska (* 1993), deutsche Schauspielerin
- Steinhaus, Fritz (1883–1937), deutscher Schriftsteller
- Steinhaus, Hans (1934–2020), deutscher Pädagoge und Orgelkundler
- Steinhaus, Helena (* 1987), deutsche Sozialrechtsaktivistin
- Steinhaus, Hubert (1932–2012), deutscher Erziehungswissenschaftler
- Steinhaus, Hugo (1887–1972), polnischer Mathematiker
- Steinhaus, Ignacy (1860–1928), österreichisch-polnischer Politiker
- Steinhaus, Insa Magdalena (* 1979), deutsche Fernsehschauspielerin
- Steinhaus, Kurt (1938–1991), deutscher Soziologe, Politikwissenschaftler und DKP-Funktionär
- Steinhaus, Oskar (1899–1975), deutscher Tischtennisorganisator und -trainer
- Steinhaus, Rolf (1916–2004), deutscher Vizeadmiral der Bundesmarine und Präsident des Deutschen Marine Instituts
- Steinhaus, Sören (* 2003), deutscher Handballspieler
- Steinhaus, Wilhelm (1884–1970), deutscher Experte für Physikalische Metallkunde
- Steinhausen, Adolf (1859–1910), deutscher Arzt
- Steinhausen, August Theodor Friedrich (1838–1917), königlich preußischer Generalleutnant und zuletzt Chef der topographischen Abteilung der Landesaufnahme und dann noch Lehrer an der Kriegsakademie
- Steinhausen, Georg (1866–1933), deutscher Bibliothekar und Kulturwissenschaftler
- Steinhausen, Hans-Christoph (* 1943), deutscher Kinder- und Jugendpsychiater sowie klinischer Psychologe
- Steinhausen, Heinrich (1836–1917), deutscher Schriftsteller
- Steinhausen, Ilka (* 1968), deutsche Journalistin und Medienmanagerin
- Steinhausen, Josef (1885–1959), deutscher Lehrer und Archäologe
- Steinhausen, Julian (* 2001), US-amerikanischer Tennisspieler
- Steinhausen, Konrad (1906–1964), deutscher Politiker (SPD), MdL
- Steinhausen, Michael (* 1930), deutscher Wissenschaftler, Professor für Physiologie
- Steinhausen, Rolf (* 1943), deutscher Motorradrennfahrer
- Steinhausen, Wilhelm (1846–1924), deutscher Maler und Lithograf
- Steinhausen, Wilhelm (1887–1954), deutscher Physiologe
- Steinhauser der Ältere, Anton (1802–1890), österreichischer Kartograph und Beamter
- Steinhäuser, Adolf (1861–1938), deutscher Richter und Politiker
- Steinhauser, Albert (* 1971), österreichischer Politiker (Grüne), Abgeordneter zum Nationalrat
- Steinhauser, Alois (1871–1918), Schweizer Jurist und Politiker
- Steinhäuser, Antje (* 1964), deutsche Lektorin und Autorin
- Steinhauser, Anton (1840–1915), Schweizer Jurist, Politiker (FDP), Redakteur und Herausgeber
- Steinhauser, Anton der Jüngere (1842–1898), österreichischer Mathematiker und Physiker
- Steinhäuser, Augustin (1781–1849), Verwaltungsbeamter und Landtagsabgeordneter in den Württembergischen Landständen
- Steinhauser, Augustina (1884–1964), deutsche Ordensfrau der Franziskanerinnen von Sießen
- Steinhauser, Bernd (* 1952), deutscher Handballfunktionär, Präsident des DHB
- Steinhäuser, Carl (1813–1879), deutscher Bildhauer
- Steinhäuser, Ekkehard (* 1964), deutscher evangelischer Theologe
- Steinhauser, Erwin (1940–2024), österreichischer Sensei (Lehrmeister) der Budo-Disziplin Iaido
- Steinhauser, Ferdinand (1905–1991), österreichischer Meteorologe und Klimatologe
- Steinhäuser, Frank, deutscher Rudersportler
- Steinhauser, Georg (* 1979), Radioökologe und Hochschullehrer
- Steinhauser, Georg (* 2001), deutscher Radrennfahrer
- Steinhäuser, Gerhard R. (1920–1989), deutscher Schriftsteller
- Steinhauser, Jan (1944–2022), niederländischer Ruderer
- Steinhäuser, Johann Gottfried (1768–1825), deutscher Physiker, Mathematiker, Montanist und Jurist
- Steinhäuser, Josef (1934–2021), deutscher Orthopäde und Hochschullehrer
- Steinhäuser, Judith, deutsche Schauspielerin und Synchronsprecherin
- Steinhäuser, Karl (1823–1903), deutscher Musiker
- Steinhäuser, Margarethe (1874–1955), deutsche Politikerin (SPD), Landtagsabgeordnete Volksstaat Hessen
- Steinhauser, Marius (* 1993), deutscher HandballspielerMarius Steinhauser (* 1993)

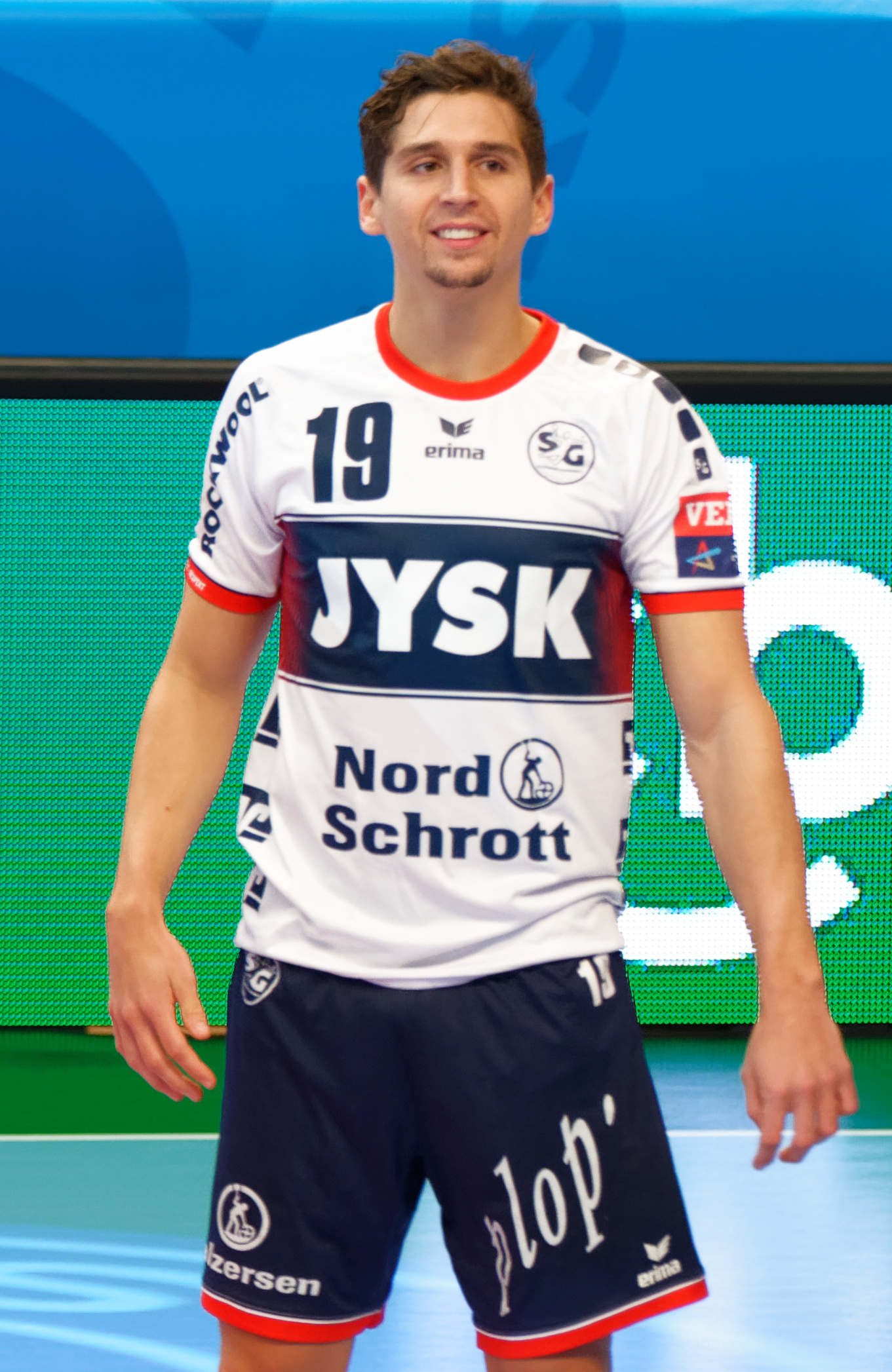
Marius Steinhauser (* 1993)

- Steinhauser, Martin (* 1962), österreichischer Beamter und Bezirkshauptmann im Bezirk Gänserndorf
- Steinhäuser, Pauline (1809–1866), deutsche Historien- und Genremalerin
- Steinhauser, Peter (1941–2021), österreichischer Geophysiker
- Steinhäuser, Robert (1983–2002), deutscher Amokläufer
- Steinhäuser, Rolf (* 1952), deutscher Geistlicher, römisch-katholischer Weihbischof
- Steinhäuser, Siegfried (* 1940), deutscher Werkstoffwissenschaftler
- Steinhauser, Theo (1922–2014), deutscher Architekt
- Steinhauser, Tobias (* 1972), deutscher RadrennfahrerTobias Steinhauser (* 1972)

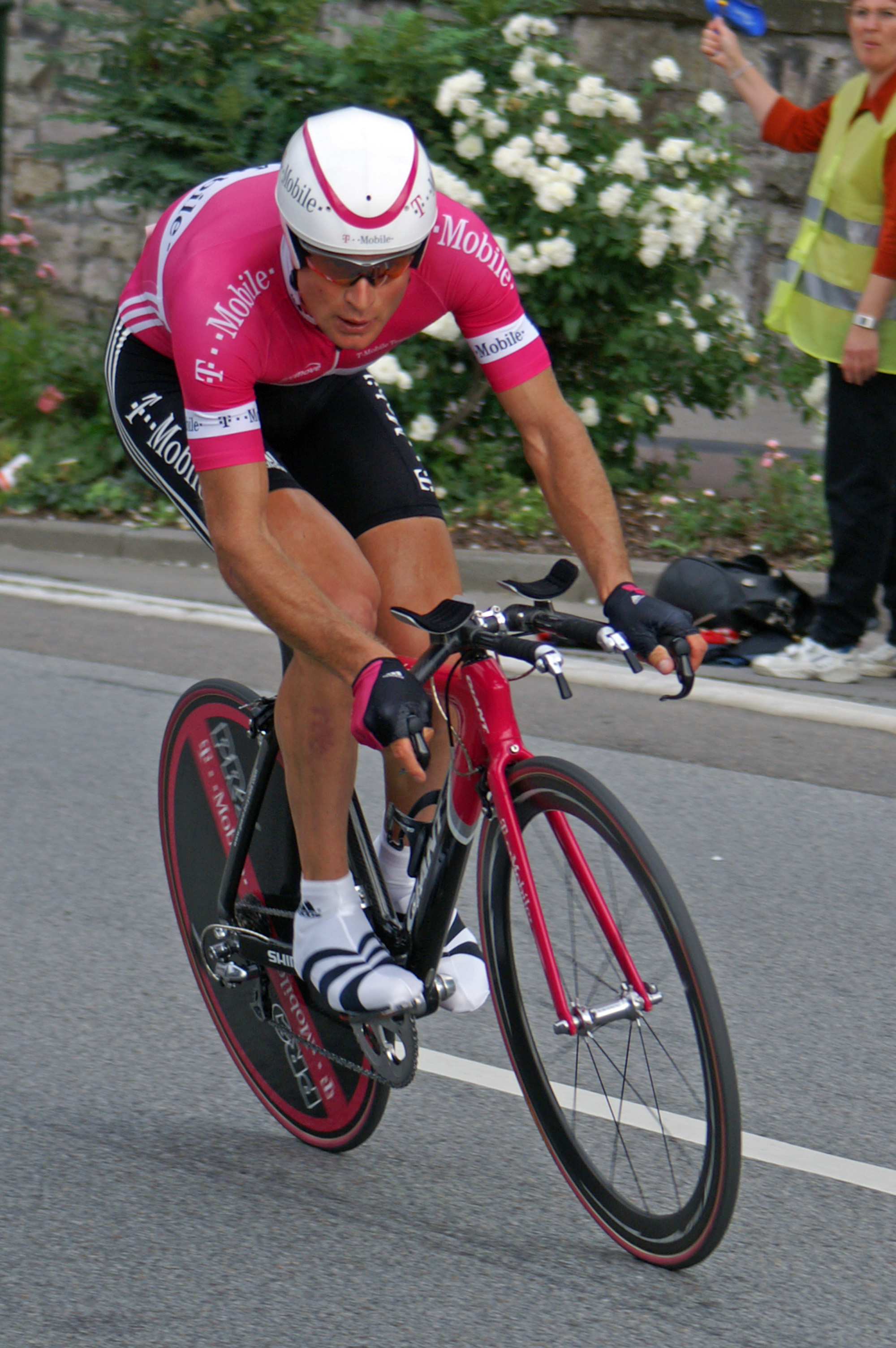
Tobias Steinhauser (* 1972)

- Steinhauser, Verena (* 1994), italienische Triathletin
- Steinhauser, Walter (1885–1980), österreichischer Germanist und Hochschullehrer
- Steinhäuser, Walther (1908–1946), deutscher Geologe und Höhlenforscher
- Steinhäuser, Wilhelm (1817–1903), deutscher Maler
- Steinhäusl, Helene (* 1960), österreichische Diplomatin
- Steinhäusl, Otto (1879–1940), österreichischer Polizeibeamter
- Steinhaußen, Klaus (1931–2015), deutscher Schriftsteller und Lektor
- Steinhäußer, Ernst Christoph (1731–1811), Bürgermeister von Durlach und Wardein

### Steinhe
- Steinheil, Carl August von (1801–1870), deutscher Physiker
- Steinheil, Eduard (1830–1878), deutscher Ingenieur und Entomologe
- Steinheil, Elsbeth (1893–1955), deutsche Diplom-Ingenieurin
- Steinheil, Fabian Gotthard von (1762–1831), deutschbaltischer Militär
- Steinheil, Gustav von (1832–1908), württembergischer General der Infanterie und Kriegsminister (1883–1892)
- Steinheil, Hugo Adolph (1832–1893), deutscher Optiker und Unternehmer
- Steinheil, Louis Charles Auguste (1814–1885), französischer Maler
- Steinheil, Marguerite (1869–1954), französische Ehefrau und MätresseMarguerite Steinheil (1869–1954)

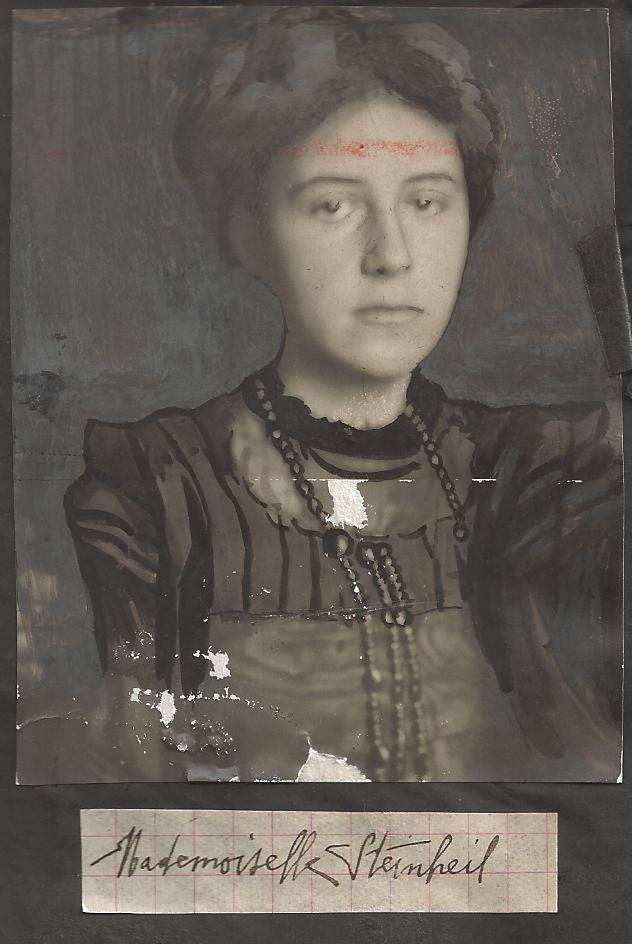
Marguerite Steinheil (1869–1954)

- Steinheil, Rudolf (1865–1930), deutscher Physiker, Erfinder und Unternehmer
- Steinheil, Theodor (1870–1946), russisch-deutscher Wissenschaftler und Politiker
- Steinheil, Wladimir Iwanowitsch (1783–1862), russischer Oberst und Dekabrist
- Steinheim, Elisabeth von, Gründerin und Stifterin des Klosters Mariental in Steinheim an der Murr
- Steinheim, Salomon Ludwig (1789–1866), jüdischer Mediziner, Religionsphilosoph und Gelehrter
- Steinheimer, Frank Dieter (* 1971), deutscher Ornithologe und Biologe
- Steinheimer, Gert (* 1944), deutscher Filmregisseur und Drehbuchautor
- Steinheimer, Richard (1929–2011), US-amerikanischer Eisenbahn-Fotograf und Buchautor
- Steinherr von Hohenstein, Ludwig Bonifaz Philipp (* 1793), hessischer Gutsbesitzer und Politiker, MdL Großherzogtum Hessen
- Steinherr, Alfred (* 1944), deutscher Ökonom
- Steinherr, Franz (1902–1974), deutscher Hethitologe
- Steinherr, Georg (* 1953), deutscher Boxer
- Steinherr, Ludwig (* 1962), deutscher Lyriker
- Steinherr, Thomas (* 1993), deutscher Fußballspieler
- Steinherz, Samuel (1857–1942), österreichischer Mediävist und Hochschullehrer
- Steinheuer, Anneliese (* 1920), deutsche Leichtathletin
- Steinheuer, Hans Stefan (* 1959), deutscher Koch

### Steinhi
- Steinhilb, Reinhold (1926–2005), deutscher Radrennfahrer, Radsporttrainer und -funktionär
- Steinhilber, Dieter (* 1959), deutscher Pharmazeut, Hochschullehrer in Frankfurt am Main
- Steinhilber, Jerry, US-amerikanischer Jazzschlagzeuger
- Steinhilber, Wilhelm (1892–1977), deutscher Lokalgeschichtsforscher
- Steinhilber, Wolfgang (1931–2009), deutscher Kieferchirurg und Hochschullehrer in Tübingen und Berlin
- Steinhilper, Ulrich (1918–2009), deutscher Erfinder und Autor
- Steinhilper, Waldemar (1932–1998), deutscher Maschinenbauingenieur

### Steinho
- Steinhof, Eugen Gustav (1880–1952), österreichischer Architekt, Maler, Bildhauer und Rektor
- Steinhof, Tomer (* 1992), israelischer Schauspieler
- Steinhof, Willi (1879–1967), deutscher Fußballspieler, Leichtathlet und Sportfunktionär
- Steinhöfel, Andreas (* 1962), deutscher Schriftsteller und Übersetzer
- Steinhöfel, Elke, deutsche Beamtin und Politikerin (SPD), MdBB
- Steinhöfel, Ingo (* 1967), deutscher Gewichtheber
- Steinhöfel, Joachim (* 1962), deutscher Rechtsanwalt, Radio- und FernsehmoderatorJoachim Steinhöfel (* 1962)

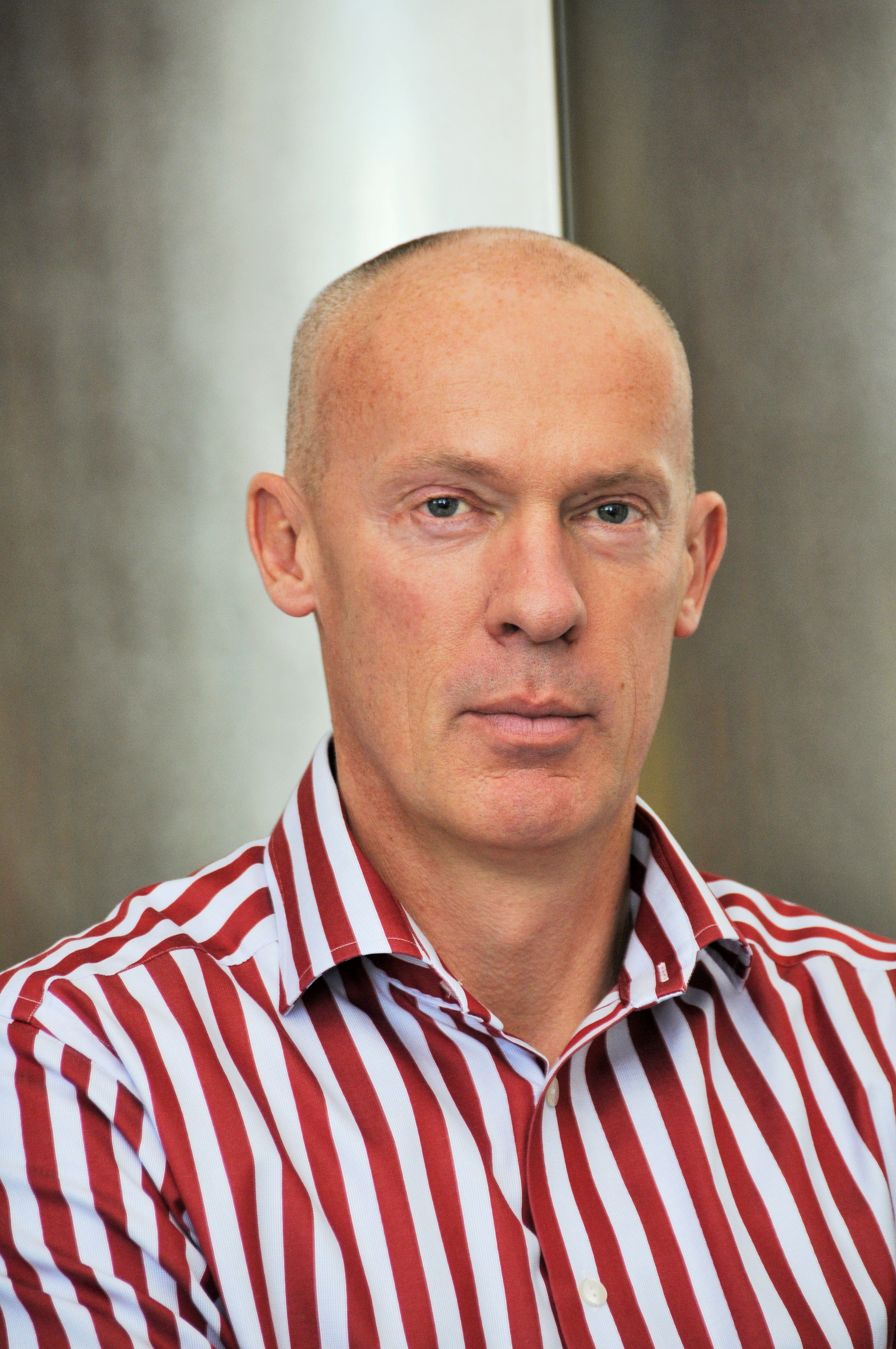
Joachim Steinhöfel (* 1962)

- Steinhöfel, Lars (* 1986), deutscher Schauspieler
- Steinhofer, Adolf (1908–1990), deutscher Chemiker
- Steinhofer, Carl (1872–1933), österreichischer Architekt
- Steinhofer, Daniel (* 1978), österreichischer Politiker (ÖVP), Abgeordneter zum Vorarlberger Landtag
- Steinhöfer, Dieter, deutscher Basketballspieler und Sportwissenschaftler
- Steinhofer, Friedrich Christoph (1706–1761), württembergischer Theologe
- Steinhofer, Johann Ulrich (1709–1757), deutscher lutherischer Theologe, Philosoph und Chronist
- Steinhöfer, Markus (* 1986), deutscher Fußballspieler
- Steinhoff, Bernhard J. (* 1961), deutscher Neurologe und Epileptologe
- Steinhoff, Bruno (* 1937), deutscher Unternehmer
- Steinhoff, Emil (1883–1953), deutscher SA-Funktionär
- Steinhoff, Ernst (1908–1987), deutsch-amerikanischer Ingenieur
- Steinhoff, Ernst-August (1917–1998), deutscher Opernsänger (Tenor)
- Steinhoff, Friedrich (1899–1983), deutscher Politiker (SPD), MdL
- Steinhoff, Friedrich (1909–1945), deutscher Marineoffizier, U-Boot-Kommandant
- Steinhoff, Fritz (1897–1969), deutscher Politiker, MdL, MdB, Ministerpräsident
- Steinhoff, Gerda (1922–1946), deutsche Aufseherin im KZ Stutthof
- Steinhoff, Gustav (* 1958), deutscher Herzchirurg und Hochschullehrer
- Steinhoff, Hans (1882–1945), deutscher Filmregisseur
- Steinhoff, Hans-Hugo (1937–2004), deutscher Universitätsprofessor, Mediävist
- Steinhoff, Heinrich († 1611), deutscher Abt
- Steinhoff, Ilse (1909–1974), deutsche Fotografin
- Steinhoff, Johannes (1913–1994), deutscher Offizier der Luftwaffe im Zweiten Weltkrieg, Vorsitzender des NATO-MilitärausschussJohannes Steinhoff (1913–1994)

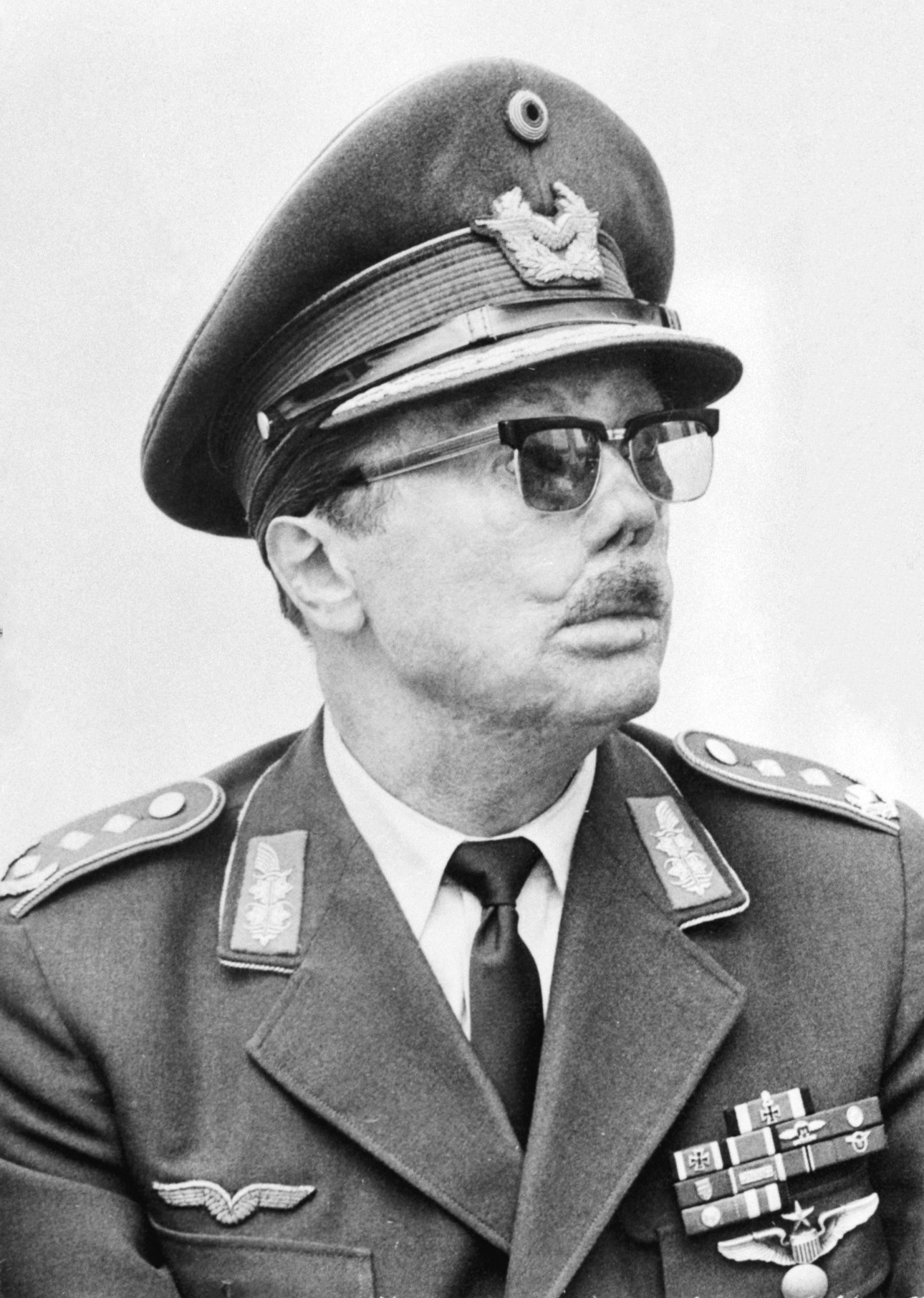
Johannes Steinhoff (1913–1994)

- Steinhoff, Karl (1892–1981), deutscher Politiker (SPD, SED), MdV, Ministerpräsident des Landes Brandenburg und Minister des Inneren der DDR
- Steinhoff, Karl (1893–1996), deutscher Pädagoge, Jurist, Oberkreisdirektor, Autor und Übersetzer
- Steinhoff, Lotte (1904–1988), deutsche Schauspielerin
- Steinhoff, Martin (* 1950), deutscher Intendant
- Steinhoff, Otto (1873–1931), deutscher Maschinenbauingenieur und Eisenbahn-Manager
- Steinhoff, Uwe (* 1968), deutscher Politologe und Philosoph
- Steinhoff, Volker (* 1963), deutscher Journalist
- Steinhoff, Werner (1875–1949), deutscher Volkswirt und Politiker (DNVP), MdR
- Steinhorst, Anna zur († 1619), in Münster der Hexerei beschuldigt
- Steinhorst, Karl Wilhelm (1910–1961), deutscher NSDAP-Funktionär und Kreisleiter
- Steinhorst, Sebastian (* 1980), deutscher Informatiker und Hochschullehrer
- Steinhorst, Simon (* 1985), deutscher Schauspieler, Animator und Kurzfilm-Regisseur
- Steinhörster, Willi (1908–1978), deutscher Politiker (SPD), MdL, MdB
- Steinhöwel, Heinrich († 1479), deutscher Autor

### Steinhu
- Steinhübel, Andreas (* 1970), deutscher Psychologe und Coach
- Steinhübel, Konstantin (* 1990), deutscher Ruderer
- Steinhuber, Andreas (1825–1907), deutscher Geistlicher und Kardinal der Römischen Kirche
- Steinhuber, Jan (* 2005), österreichischer Fußballspieler
- Steinhuber, Karl (1906–2002), österreichischer Kanute
- Steinhuber, Sepp (1925–1997), österreichischer Tischler und Politiker (SPÖ), Abgeordneter zum Nationalrat
- Steinhülb-Joos, Katrin (* 1966), deutsche Politikerin (SPD), MdL